# María Auxiliadora
María Auxiliadora är en ort i Mexiko.   Den ligger i kommunen Comondú och delstaten Baja California Sur, i den västra delen av landet, 1 500 km väster om huvudstaden Mexico City. María Auxiliadora ligger 21 meter över havet och antalet invånare är 121.
Terrängen runt María Auxiliadora är mycket platt. Runt María Auxiliadora är det mycket glesbefolkat, med 3 invånare per kvadratkilometer. Närmaste större samhälle är Valle Santo Domingo, 7,1 km norr om María Auxiliadora. Omgivningarna runt María Auxiliadora är i huvudsak ett öppet busklandskap.